# Michael Rudolph
Michael Rudolph (* 1953 in West-Berlin) ist ein deutscher Autor, Lehrer und Schulleiter.

## Leben
Der im Berliner Ortsteil Friedenau geborene Michael Rudolph unterrichtete 30 Jahre lang an Hauptschulen (Gerhart-Hauptmann-Schule und Carl-Friedrich-Zelter-Schule), bevor er an die Friedrich-Bergius-Schule kam. Ab 2005 leitete Rudolph die damalige Realschule, die wegen Unbeliebtheit geschlossen werden sollte. Durch die Einführung sehr strenger Regeln machte Rudolph sie zu einer erfolgreichen Sekundarschule. Zur Zeit der Übernahme von Rudolph als Leiter der Schule hatte es noch des Öfteren Polizeieinsätze innerhalb des Schulgebäudes gegeben. Mitte 2020 wurde ein zweites Mal seine Pensionierung aufgeschoben und seine Anstellung auf eigenen Wunsch um ein Jahr verlängert. 2021 trat er in den Ruhestand.
Im Januar 2021 erschien im Rowohlt Verlag Berlin sein gemeinsam mit Susanne Leinemann verfasstes Buch Wahnsinn Schule. Was sich dringend ändern muss, das sich innerhalb kurzer Zeit zu einem Bestseller entwickelte. Rudolph prangerte darin die Versäumnisse innerhalb des deutschen Bildungssystems an. Er beklagte u. a., dass selbst Siebtklässler teilweise noch nicht das kleine Einmaleins beherrschen würden.

## Werk
- gemeinsam mit Susanne Leinemann: Wahnsinn Schule. Was sich dringend ändern muss. Rowohlt, Berlin 2021, ISBN 978-3-7371-0094-6.